# Chrysonicara
Chrysonicara là một chi bướm đêm thuộc họ Noctuidae.